# Dominique Archie
Dominique Archie (Augusta, Georgia, 19 de agosto de 1987) es un jugador de baloncesto estadounidense que pertenece a la plantilla del Benedetto XIV Cento de la Serie A2 italiana. Con 2,01 metros de estatura, juega en la posición de alero.

## Trayectoria deportiva

### Universidad
Jugó durante cuatro temporadas con los Gamecocks de la Universidad de Carolina del Sur, en las que promedió 10,3 puntos, 5,7 rebotes y 1,0 asistencias por partido. En su primera temporada fue incluido en el mejor quinteto freshman de la Southeastern Conference, mientras que en 2009 apareció en el segundo mejor quinteto de los entrenadores y en el mejor quinteto defensivo.

### Profesional
Tras no ser elegido en el Draft de la NBA de 2010, sí lo fue en la primera ronda del Draft de la NBA D-League por los Austin Spurs, con los que disputó 15 partidos, en los que promedió 5,5 puntos y 3,2 rebotes. Fue cortado en el mes de enero de 2011 debido a una lesión.
En 2011 fichó por el BC Timișoara de la Divizia A rumana, donde en su primera temporada primedió 13,9 puntos y 7,1 rebotes por partido, y en la siguiente 12,8 puntos y 5,3 rebotes. En ambas temporadas disputó el All-Star, siendo elegido mejor jugador del partido en 2013.
En julio de 2013 fichó por dos temporadas por el Capo d'Orlando de la Lega 2 Gold italiana, promediando en la primera de ellas 15, 4 puntos y 6,9 rebotes por partido, logrando el ascenso a la Serie A. En su segunda temporada promedió 13,1 puntos y 5,3 rebotes, hasta que en el mes de abril fue traspasado al BC Oostende belga, donde ganó liga y copa esa temporada. Al año siguiente permaneció en el equipo, promediando 7,2 puntos y 3,3 rebotes por partido.
En junio de 2016 se anunció su regreso a la Orlandina Basket.
En la temporada 2021-22, firma por el ÉB Pau-Orthez de la Pro A francesa.